# Petrinja
Petrinja (pronuncia [pětriːɲa]; in latino e italiano desueto: Petrinia; in cirillico serbo: Петриња) è un comune croato di 24 671 abitanti della regione di Sisak e della Moslavina, situato nella regione storica della Banovina.

## Geografia fisica
Petrinja sorge sul punto di affluenza del torrente Petrinjčica nel fiume Kupa, a circa 13 km a sud-ovest di Sisak, capoluogo della regione, e a circa 48 km a sud-est della capitale Zagabria.
A ovest di Petrinja si trova Petrova Gora ("la montagna di Pietro"), storicamente nota per essere stata il luogo della battaglia vicino al monte Gvozd tra il re croato Petar Svačić e Colomanno d'Ungheria.

## Storia
La prima testimonianza scritta di Petrinja come centro abitato risale al 1240.
Tra il XVI e XVII secolo divenne progressivamente una località d'insediamento di artigiani e commercianti, i quali contribuirono allo sviluppo urbano. Nel 1773, sotto il dominio del Sacro Romano Impero, l'arciduchessa Maria Teresa d'Asburgo la designò come centro della corporazione artigiana nel territorio della Frontiera militare austriaca.
Dal 1809 al 1813 la città fece parte dell'Illiria napoleonica e divenne un importante centro di commercio e di traffico. In quell'epoca l'esercito francese vi piantò dei tigli, i quali tutt'oggi rappresentano la traccia di tale momento storico.
Tra la fine del XIX e l'inizio del XX secolo fu uno dei distretti del comitato di Zagabria nel Regno di Croazia e Slavonia (dipendente, a sua volta, dall'Impero austro-ungarico).
Nell'ambito del Regno di Jugoslavia esistito nella prima metà del XX secolo, appartenne tra il 1929 e il 1939 alla Banovina della Sava e successivamente, fino al 1941, alla Banovina di Croazia.
Durante la seconda Guerra Mondiale, con l’istituzione del cosiddetto Stato Indipendente di Croazia (stato-fantoccio di stampo nazifascista), Petrinja e il territorio circostante furono teatro di persecuzioni verso le minoranze serba, ebrea e rom, ma anche di repressione cruenta di molti antifascisti croati, in un contesto di lotta armata tra partigiani e collaborazionisti locali delle forze dell’Asse.
Nel secondo dopoguerra si assistette a un significativo sviluppo economico, soprattutto nell'industria della carne, e il numero degli abitanti aumentò notevolmente (dai 6 000 del 1948 ai quasi 19 000 del 1991, considerando il solo capoluogo municipale). Durante il periodo socialista mutò in parte la composizione etnica della città, in particolare con la crescita della componente serba, a causa dell'afflusso di popolazione dai villaggi circostanti.
La prima metà degli anni novanta del secolo scorso è stata pesantemente segnata dalla guerra d'indipendenza della Croazia dalla Repubblica Socialista Federale di Jugoslavia, all'interno del più ampio contesto di conflitti armati che ha portato alla dissoluzione dello Stato jugoslavo. Molte persone di entrambe le etnie (croata e serba) sono state esiliate dalla loro città natale nel periodo dal settembre 1991 all'agosto 1995.
Il 29 dicembre 2020 la città è stata l'epicentro di un forte terremoto con una magnitudo di 6.4 Mwp: il sisma ha provocato il crollo di diversi edifici storici e la morte, nel comune di Petrinja, di una persona, su un totale di sette in tutta l'area interessata.

## Società

### Evoluzione demografica
Al 2011, data dell'ultimo censimento, la popolazione del comune era di 24 671 abitanti, di cui 15 683 residenti nel capoluogo.
Abitanti censiti nel comune

### Etnie e minoranze straniere
| Anno del censimento | Totale | Croati          | Serbi           | Altri          |
| ------------------- | ------ | --------------- | --------------- | -------------- |
| 1961                | 27.517 | 14.942 (54.30%) | 11.955 (43.45%) | 620 (2.25%)    |
| 1981                | 33.570 | 14.621 (43.55%) | 12.617(37.58%)  | 6.332 (18.86%) |
| 1991                | 35.565 | 15.791 (44.40%) | 15.969 (44.90%) | 3.805 (10.70%) |
| 2001                | 23.413 | 19.280 (82.35%) | 2.809 (12.00%)  | 1.324 (5.65%)  |

## Monumenti e luoghi d'interesse

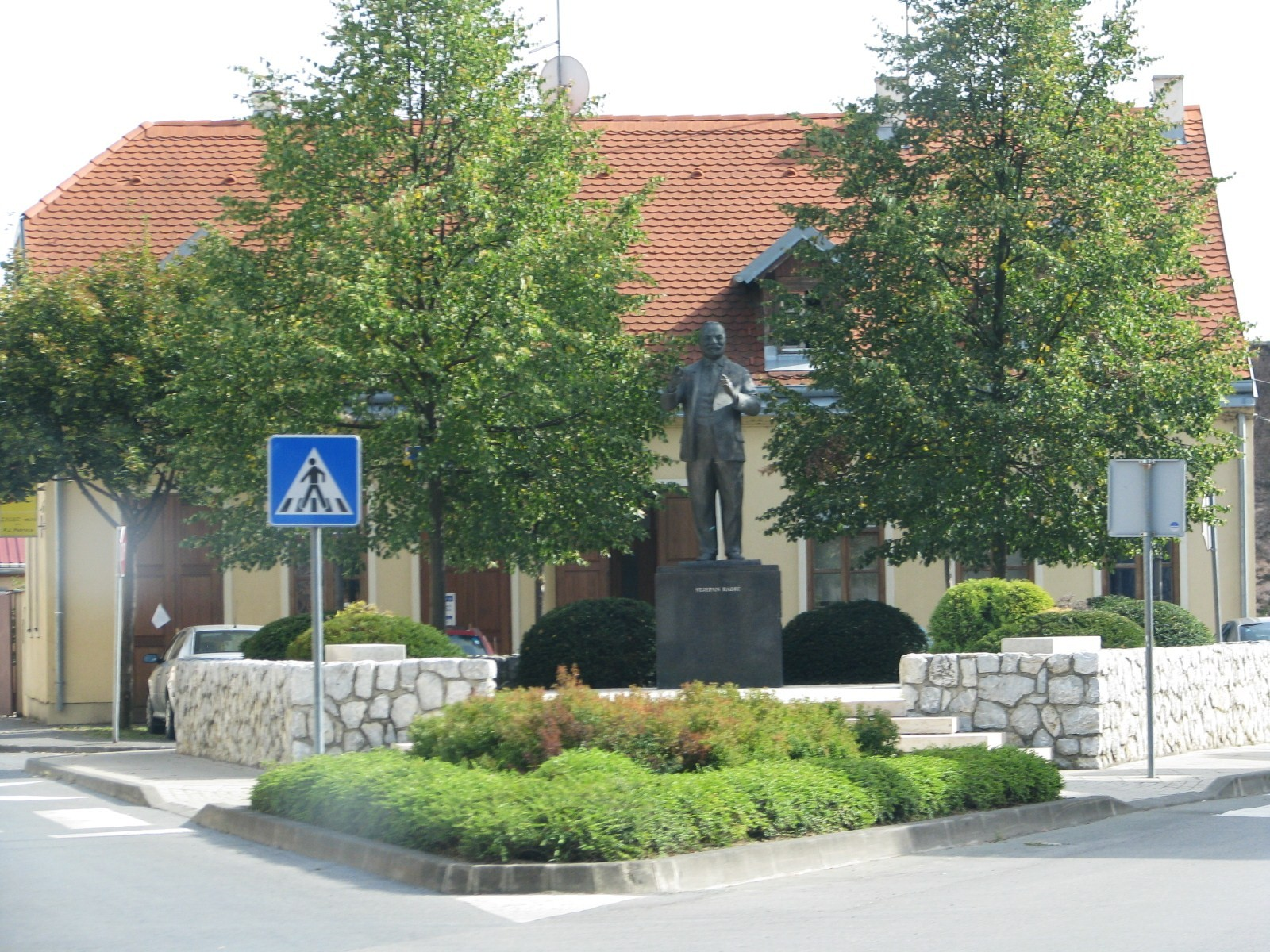
Monumento a Stjepan Radić

Nella piazza principale della città sorge la statua di Stjepan Radić, in argilla ricoperta di bronzo, realizzata dalla scultrice Mila Wood nel 1929, anno successivo all'assassinio del politico nell'aula parlamentare da parte di un oppositore montenegrino. Radić fu una figura di riferimento per la classe contadina croata e forte oppositore dell'organizzazione centralista del Regno di Jugoslavia (sostenuta dai partiti serbi), a favore di un'istanza federalista e di una maggiore autonomia dei territori croati.

## Geografia antropica

### Insediamenti
Nel territorio comunale di Petrinja ricadono i seguenti insediamenti:
- Begovići
- Bijelnik
- Blinja
- Brest Pokupski
- Cepeliš
- Čuntić
- Deanovići
- Dodoši
- Donja Bačuga
- Donja Budičina
- Donja Mlinoga
- Donja Pastuša
- Donje Mokrice
- Dragotinci
- Dumače
- Glinska Poljana
- Gora
- Gornja Bačuga
- Gornja Mlinoga
- Gornja Pastuša
- Gornje Mokrice
- Graberje
- Grabovac Banski
- Hrastovica
- Hrvatski Čuntić
- Jabukovac
- Jošavica
- Klinac
- Kraljevčani
- Križ Hrastovički
- Luščani
- Mačkovo Selo
- Mala Gorica
- Međurače
- Miočinovići
- Mošćenica
- Moštanica
- Nebojan
- Nova Drenčina
- Novi Farkašić
- Novo Selište
- Pecki
- Petkovac
- Petrinja (capoluogo comunale)
- Prnjavor Čuntićki
- Sibić
- Slana
- Srednje Mokrice
- Strašnik
- Stražbenica
- Taborište
- Tremušnjak
- Veliki Šušnjar
- Vratečko
- Župić

## Economia
Di principale rilievo nell'economia della città è il locale impianto di lavorazione e confezionamento delle carni, aperto dal 1792 e un tempo fornito dagli allevamenti locali, il quale è rimasto tutt'oggi la più grande impresa della città. Un altro settore economico particolarmente degno di nota è quello della falegnameria, con la produzione di pavimenti in legno. Sono presenti piccole aziende agricole familiari, ma soltanto alcune sono in grado di immettere sul mercato i propri prodotti. La scarsa competitività rispetto agli altri produttori dell'Unione europea deriverebbe dalla mancanza di un sistema organizzativo di gestione cooperativa (a livello sia locale sia nazionale), a sua volta derivante dall'odierna diffidenza nei confronti del modello cooperativo il quale caratterizzava l'era socialista.
Negli ultimi 20 anni si è assistito a un forte declino dell'economia. Lo spopolamento di molti villaggi e la chiusura di molte fattorie è stato in larga parte determinato dal grave impatto della guerra sulla regione e sull'intero territorio dell'ex Stato federato.